# Мордовский Камешкир
Мордовский Камешкир — село в Камешкирском районе Пензенской области России, входит в состав Большеумысского сельсовета.

## География
Село расположено на берегу реки Кадада при впадении в нее притока Камешкира в 11 км на северо-восток от центра сельсовета села Большой Умыс и в 10 км на северо-восток от районного центра села Русский Камешкир.

## История
Известно с 1689 г. как мордовская ясачная деревня. В 1709 г. — «деревня Кимишкир на реке Кодаде» Узинского стана Пензенского уезда, ясачная мордва, 46 дворов, платили подати с 17 ясаков и «пол-пол-четверти» ясака, душ мужского пола — 93, женского — 59, в 1718 — 38 дворов, душ мужского пола — 90, женского — 81; между двумя переписями крестилось 2 человека; в числе пострадавших от «кубанского погрома» в августе 1717 г. деревня не показана. В 1718 г. здесь 30 дворов. В 1748 г. — мордовская д. Кимишкир Узинского стана Пензенского уезда, 164 ревизских души. С 1780 г. — село Кузнецкого уезда Саратовской губернии, на почтовом тракте между Кузнецком и Петровском. В 1795 г. — с. Камишкерь казенных крестьян, 74 двора, 210 ревизских душ. В 1859 г. насчитывалось 147 дворов, действовала мельница. В 1889 г. показана суконная фабрика. В 1911 г. село в составе Камешкирской волости Кузнецкого уезда, 295 дворов, земская школа.
В 1925 г. в селе проводила научную работу этнографическая экспедиция Саратовского музея краеведения. С 1928 года село являлось центром Мордово-Камешкирского сельсовета Камешкирского района Кузнецкого округа Средне-Волжской области (с 1939 года — в составе Пензенской области). В 1955 году — центральная усадьба колхоза «Заветы Ильича». В 1980-е гг. село в составе Большеумысского сельсовета.

## Население
| 1709  | 1718  | 1748  | 1795 | 1859 | 1884  | 1897  |
| ----- | ----- | ----- | ---- | ---- | ----- | ----- |
| 152   | ↗171  | ↗328  | ↗420 | ↗940 | ↗1132 | ↗1443 |
| 1911  | 1926  | 1930  | 1939 | 1959 | 1979  | 1989  |
| ↗1880 | ↘1745 | ↘1297 | ↘770 | ↘714 | ↘556  | ↘486  |
| 1996  | 2002  | 2010  |      |      |       |       |
| ↘474  | ↘378  | ↘348  |      |      |       |       |

По переписи населения 2002 года в селе:
- мордва-мокша — 64 %;
- русские — 35 %.